# Fliegerkosmonaut der Deutschen Demokratischen Republik

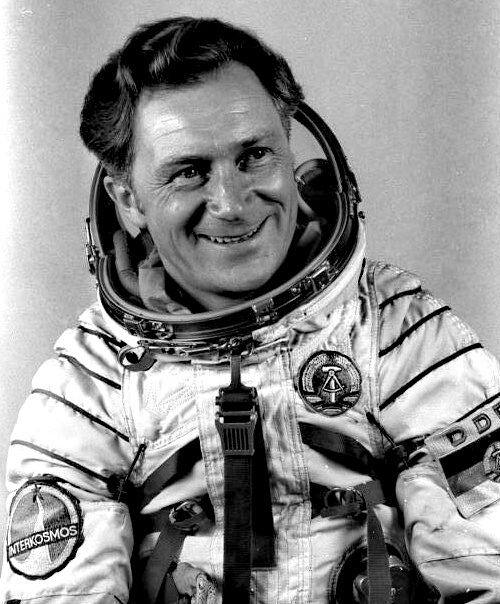
Sigmund Jähn, Erster und einziger Titelträger Fliegerkosmonaut der DDR

Fliegerkosmonaut der Deutschen Demokratischen Republik war eine staatliche Auszeichnung  der Deutschen Demokratischen Republik (DDR), welche in Form eines Ehrentitels mit Urkunde und einer tragbaren Medaille verliehen wurde. 

## Beschreibung
Gestiftet wurde er am 13. März 1978 durch den Staatsrat der DDR in Anlehnung an den seit 1961 existierenden sowjetischen Titel Fliegerkosmonaut der UdSSR. Der DDR-Ehrentitel konnte verliehen werden für überragende Leistungen bei der Teilnahme an bemannten Weltraumflügen, die der DDR und dem Wohl aller Menschen dienten. Dabei musste eine hohe persönliche Einsatzbereitschaft, Mut und Kühnheit sowie hervorragende wissenschaftliche und ingenieurtechnische Fähigkeiten vorgewiesen werden. Mit Verleihung dieses Ehrentitels erhielt der Beliehene zugleich den Titel Held der DDR sowie den Karl-Marx-Orden. 

## Medaille zum Ehrentitel

### Aussehen
Die aus vergoldetem Silber bestehende Medaille hat einen Durchmesser von 36 mm und zeigt auf ihren Avers in erhabener Prägung einen fünfzackigen Stern, auf dem senkrecht über die Medaillenhöhe eine Rakete zu sehen ist. Diese ist von stilisierten blau ausgelegten Strahlen umgeben, die himmelwärts reichen. Mittig des Sterns ist ein fünfeckiges Feld geprägt worden, auf dessen sich Hammer und Zirkel befinden, die innerhalb eines Ringes ruhen. Dieser Ring besteht aus einer Sichel sowie einer gebogenen Ähre. Diese Elemente symbolisieren zusammen das Staatswappen der DDR sowie der Sowjetunion in freundschaftlicher Zusammenarbeit bei der Erforschung des Weltraumes. Das Revers der Medaille zeigt die erhaben geprägte Inschrift: FLIEGER- / KOSMONAUT / DER DDR.

### Trageweise
Getragen wurde die Medaille auf der rechten oberen Brustseite an einer 34 × 13 mm großen goldenen Spange, die waagerecht von einem 10 mm breiten himmelblauen Band durchzogen wird. Am unteren vorstehenden goldenen Balken ist mittig eine kleine Aufhängeöse angebracht, an dessen Öffnung die Medaille eingehängt wurde.

## Verleihungen
Als einziger Träger dieses Titels wurde Oberstleutnant Sigmund Jähn im September 1978 für seine erfolgreiche Teilnahme am Interkosmos-Raumfahrtprogramm (Start mit Sojus 31 zu Saljut 6, Landung mit Sojus 29) ausgezeichnet.